# Герб Азамбужі
Ге́рб Азамбу́жі — офіційний символ містечка Азамбужа, Португалія. Використовується як територіальний герб. У срібному щиті дерево із зеленою кроною, чорним стовбуром і кореневищем; по обох боках від стовбура розташовані червоні лілії. Щит увінчує срібна мурована містечкова корона з чотирма вежами.  Під щитом біла стрічка, на якій великими літерами напис португальською: «vila de Azambuja» (містечко Азамбужа).  Офіційно затверджений 6 квітня 1938 року.  

## Галерея

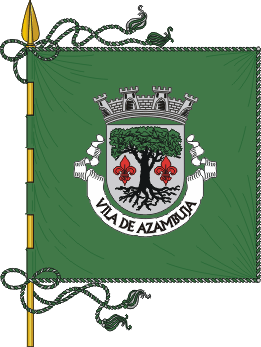
Прапор